# Tachymenes abruptus
Tachymenes abruptus — вид одиночных ос (Eumeninae).

## Распространение
Африка: Зимбабве (Khami Ruins, Bulawayo).

## Описание
Длина осы 7 мм. По некоторым признакам напоминает одиночных ос вида Tachymenes ornativentris Cameron, 1910 и Tachymenes vulneratus Saussure, 1855. Взрослые самки охотятся на личинок насекомых для откладывания в них яиц и в которых в будущим появится личинка осы.